# 112 (numero unico di emergenza)

Il simbolo del NUE 112

Il logo adottato in Italia

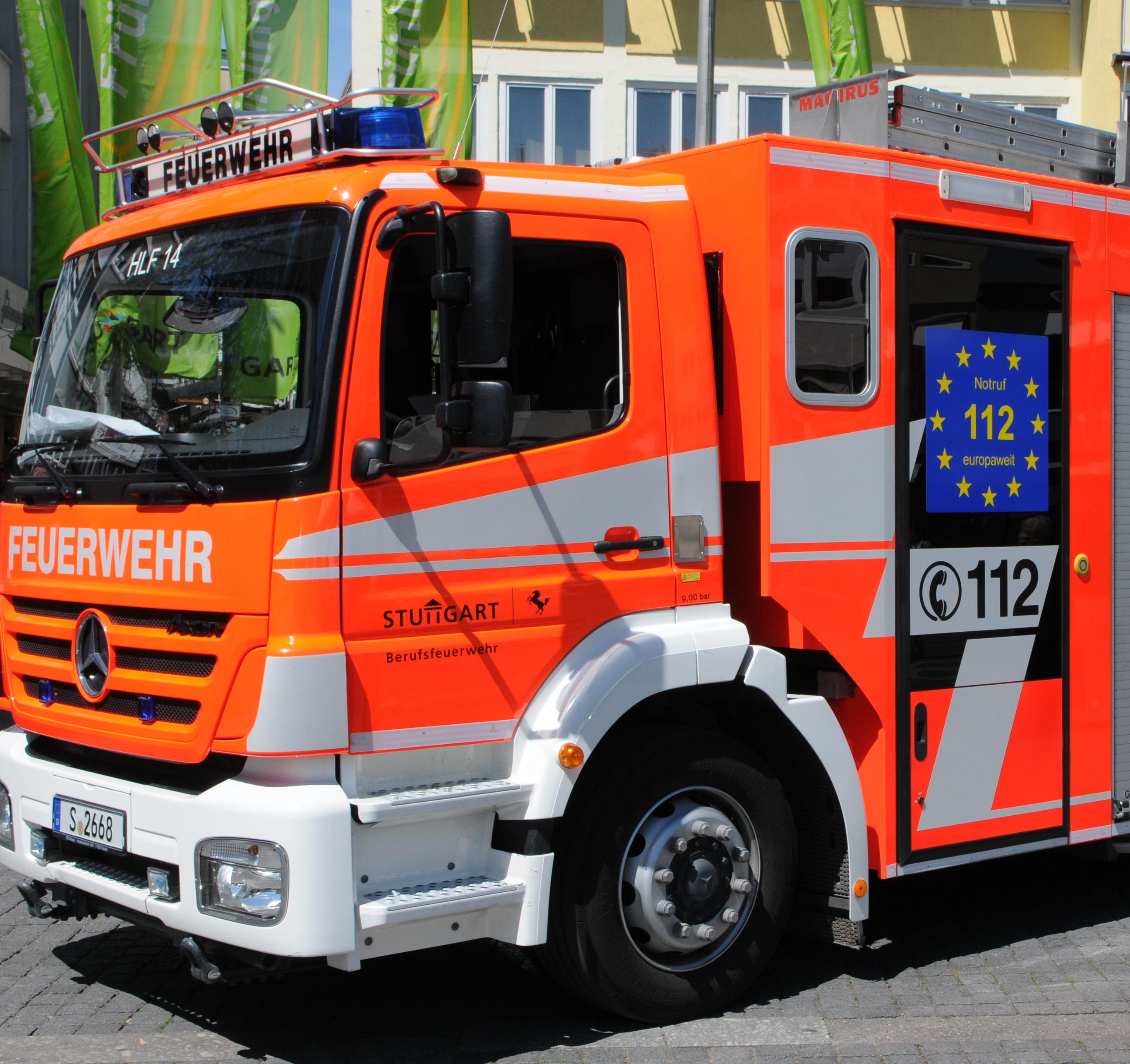
Il numero di emergenza riportato su un mezzo dei vigili del fuoco di Stoccarda, in Germania

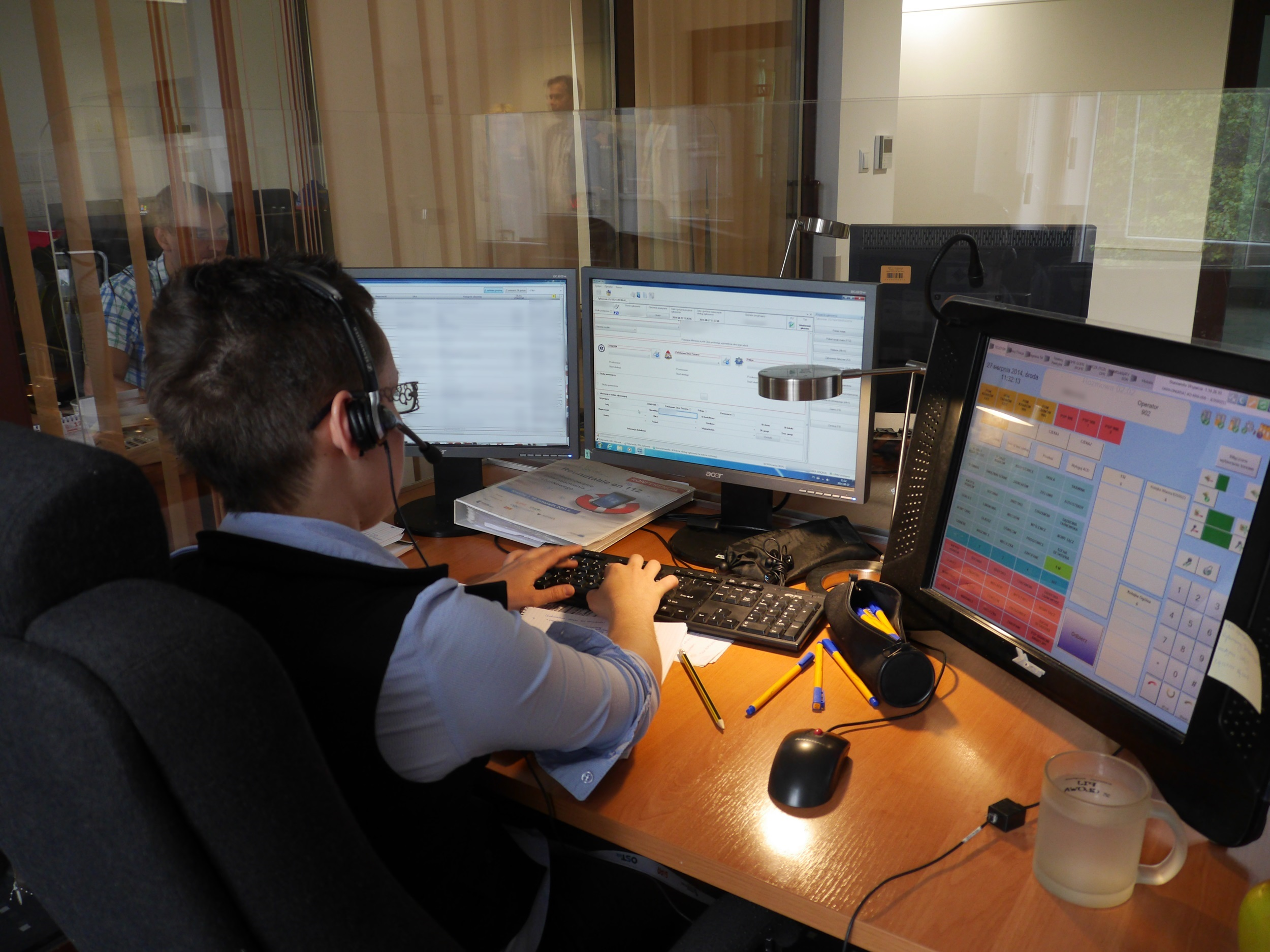
La centrale unica di emergenza 112 di Cracovia, uno dei diciassette centri operativi in Polonia

L'112 (AFI: /ˈuno ˈuno ˈdue/) o centododici, ufficialmente numero unico di emergenza europeo (NUE o NUE 112), è il numero telefonico per contattare i servizi di emergenza all'interno dell'Unione europea, attivo almeno parzialmente in tutti gli Stati dell'UE.

## Storia
In Europa l'uso del numero 112 era già raccomandato nel 1976 dal CEPT, mentre la decisione di istituire definitivamente un numero unico per tutta l'UE risale al 1991 e ora è stata implementata dalla quasi totalità degli Stati membri. La promozione della conoscenza e di un impiego efficiente del numero 112 in Europa è l'obiettivo primario dell'EENA (European Emergency Number Association), un'associazione non-profit con sede in Belgio.
Nel 2004, l'Unione europea ha deciso che, entro il 2008, il NUE 112 avrebbe dovuto essere esteso a tutti i Paesi membri dell'UE. Diversi paesi a decisione comunitaria approvata (2004) si sono adeguati praticamente subito alla normativa; altri invece, al contrario, non si sono adeguati alla direttiva dell'Unione europea nei tempi previsti e per questo motivo sono stati sanzionati dall'UE.
Anche l'Italia non si è adeguata, quindi la Commissione europea nel 2007 ha presentato ricorso; il 15 gennaio 2009 ha ottenuto la condanna dalla Corte di giustizia dell'Unione europea; i giudici europei hanno infatti riconosciuto l'inconsistenza delle misure sperimentali adottate dall'Italia. La buona volontà del Governo della Repubblica Italiana aveva comunque permesso la sospensione delle sanzioni, ma nel dicembre successivo, dato che l'Italia non aveva ancora manifestato segnali, né positivi, né negativi, l'UE lo ha nuovamente richiamato, minacciando sanzioni onerosissime.
Nel 2008 solo il 22% della popolazione europea sapeva dell'utilizzo in Europa del numero unico di emergenza. Allo scopo di aumentare la consapevolezza sull'112, nel 2009 la Commissione europea, il Parlamento europeo e il Consiglio dell'Unione europea hanno firmato una risoluzione che ha istituito l'11 febbraio (data che si scrive 11/2, quindi in modo analogo al numero di emergenza) quale "Giornata europea del 112".
Nel 2013 il 27% dei cittadini europei conosceva l'uso diffuso del 112, mentre in Italia la percentuale era del 5%.

### Situazione nell'UE

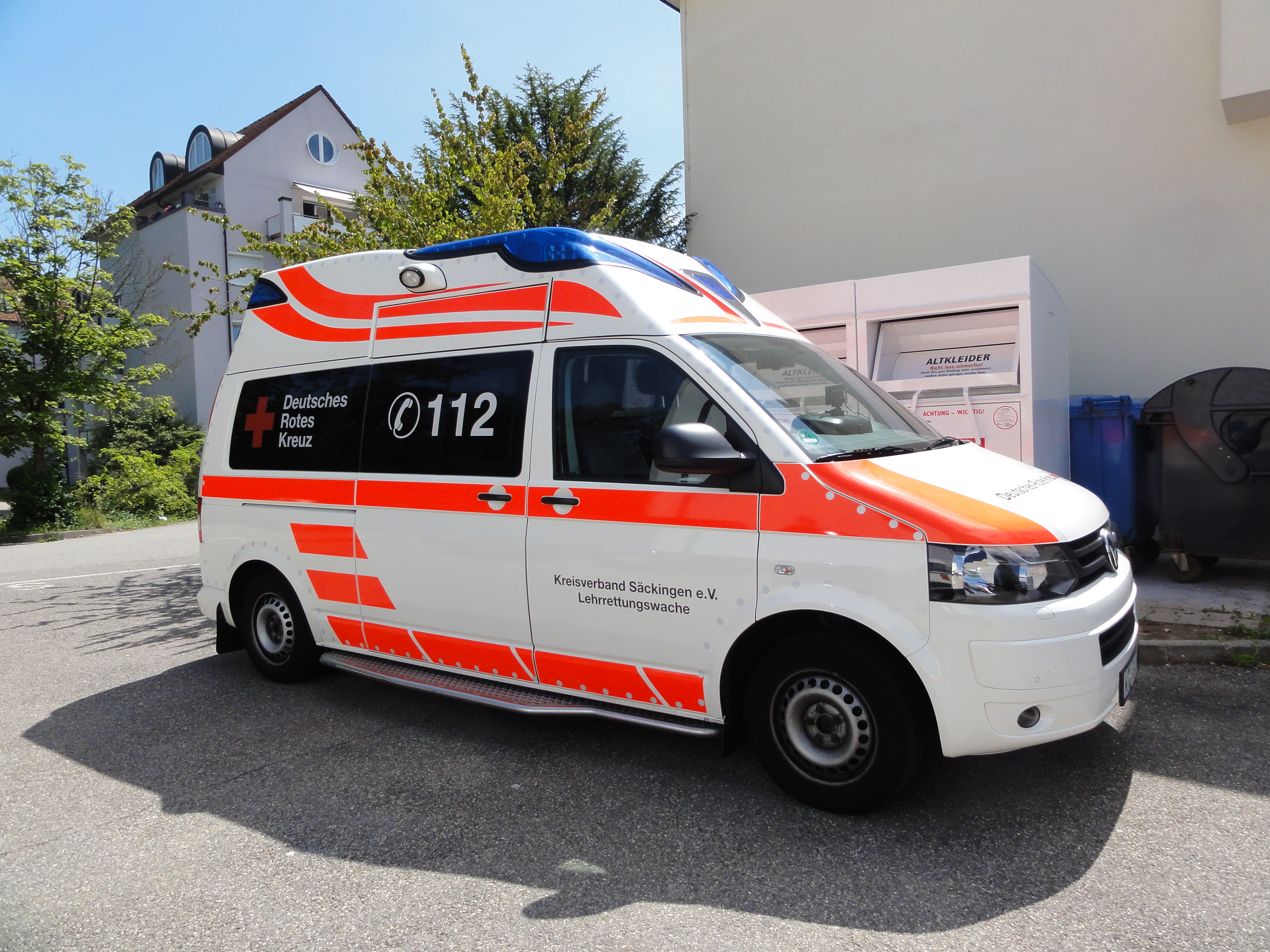
Il simbolo del numero 112 su un'ambulanza della Croce Rossa tedesca

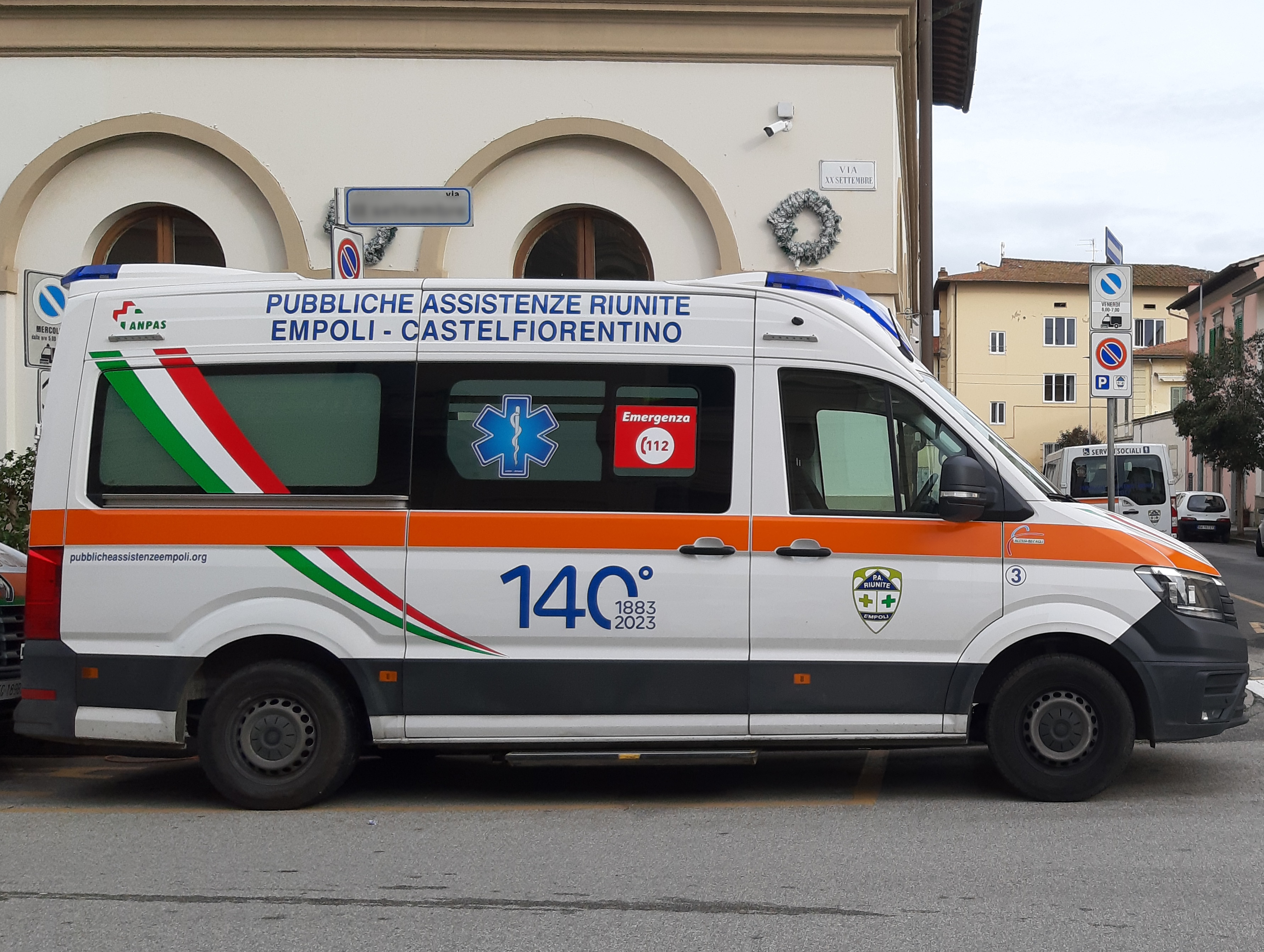
Il simbolo del 112 su un'ambulanza italiana in Toscana

Il NUE 112 è attivo in tutti gli stati membri dell'Unione europea: in ciascuno dei 27 Paesi dell'Unione, così come anche in molti altri Stati di tutto il mondo (Albania, Russia, Svizzera, Turchia, Ucraina, Islanda, Norvegia, Regno Unito), componendo l'112 si viene messi in contatto con il sistema di emergenza.
In molti Stati il centralino dell'112 è in grado di rispondere alle chiamate in diverse lingue.
In alcuni paesi il servizio non è ancora completamente attivo come numero unico.
- Austria: reindirizza al 133 della polizia; gli altri numeri di emergenza nazionali sono attivi[13]
- Belgio: attivo per soccorso sanitario e servizio antincendio, reindirizza al 100; per la polizia è attivo il 101[14]
- Bulgaria: attivo insieme agli altri numeri nazionali[14]
- Cipro: attivo, insieme al numero unico locale 199
- Croazia: attivo insieme agli altri numeri nazionali
- Danimarca: è il numero unico su tutto il territorio nazionale[15]
- Estonia: è il numero unico su tutto il territorio nazionale
- Finlandia: è il numero unico su tutto il territorio nazionale
- Francia: attivo insieme agli altri numeri nazionali
- Germania: è il numero del soccorso sanitario e del servizio antincendio; quest'ultimo svolge tuttavia il ruolo di centrale unica per tutti i servizi. Il numero 110 della polizia rimane comunque attivo[16]
- Grecia: attivo insieme agli altri numeri nazionali (polizia ellenica)
- Irlanda: attivo insieme al numero unico locale 999
- Italia: attivo come numero unico in sedici regioni, nelle restanti quattro è il numero di pronto intervento dei Carabinieri, affiancato dagli altri numeri nazionali 113, 115 e 118
- Lettonia: attivo insieme agli altri numeri nazionali
- Lituania: attivo insieme agli altri numeri nazionali
- Lussemburgo: attivo per tutti i servizi; rimane comunque attivo il 113 della polizia
- Malta: è il numero unico su tutto il territorio nazionale
- Paesi Bassi: è il numero unico su tutto il territorio nazionale
- Polonia: attivo insieme agli altri numeri nazionali
- Portogallo: è il numero unico su tutto il territorio nazionale
- Rep. Ceca: attivo insieme agli altri numeri nazionali
- Romania: è il numero unico su tutto il territorio nazionale
- Slovacchia: attivo insieme agli altri numeri nazionali
- Slovenia: attivo per tutti i servizi; rimane comunque attivo il 113 della polizia
- Spagna: attivo insieme agli altri numeri nazionali
- Svezia: è il numero unico su tutto il territorio nazionale
- Ungheria: attivo insieme agli altri numeri nazionali

#### In Italia
Il modello scelto dall'Italia è quello di PSAP di I livello (dall'inglese Public-Safety Answering Point, cioè Punto di risposta all'emergenza pubblica), che risponde a tutte le chiamate dirette al 112, indirizzandole, dopo la localizzazione del chiamante ed una breve intervista, al PSAP di II livello più adatto alla situazione (pubblica sicurezza, vigili del fuoco oppure soccorso sanitario). In questo modo, componendo qualsiasi numero di emergenza (112, 113, 115, 117, 118 e anche il nordamericano 911) da un apparecchio connesso alla rete telefonica italiana, il cittadino entra in contatto con l'operatore della centrale unica di emergenza 112.
L'Italia ha deciso di adeguarsi alle direttive europee attivando il numero unico di emergenza inizialmente solo in alcune province della regione Lombardia: l'Azienda Regionale Emergenza Urgenza (AREU) della Lombardia è stata individuata come l'ente incaricato di garantire l'operatività del NUE 112, finalizzato a ricevere le chiamate indirizzate ai numeri d'emergenza.
Dal 2009 fu attivato il modello "NEU 2009 integrato" nelle province di Biella, Brindisi, Modena, Pistoia, Rimini e Salerno. Questo modello, nato dall'esperienza di Salerno, prevede l'instradamento delle chiamate al 50% tra le centrali operative di Carabinieri e Polizia di Stato (instradamento gestibile anche per competenze territoriali dei due corpi di polizia), con la localizzazione del chiamante in modalità "Pull" e il trasferimento delle chiamate del soccorso tecnico e sanitario alle competenti centrali operative dei Vigili del Fuoco e del Soccorso Sanitario, le quali hanno accesso al sistema di localizzazione delle chiamate anche per le telefonate ricevute sulle linee 115 e 118.
Successivamente, nel 2010, un modello diverso di NUE è stato introdotto a Varese, come esperimento pilota per il resto d'Italia. Il modello prevede una centrale unica di risposta (CUR) che raccoglie chiamate di emergenza di pertinenza a tutte le discipline, le localizza, le qualifica e le inoltra alla Centrale di emergenza più competente in termini di posizione geografica e tipo di emergenza. Questo modello ha preso piede in tutto il Paese e le Regioni stanno lavorando per equipaggiarsi dello stesso modello lanciato dal pilota di Varese. Il 21 giugno 2010 il NUE 112 è stato attivato, in via sperimentale, nella provincia di Varese con la creazione di una "centrale operativa NUE 112 Varese" presso la Centrale operativa Emergenza-Urgenza 118 di Varese che serviva circa 1 100 000 persone. La centrale operativa NUE 112 Varese gestisce le province di Varese, Monza e Brianza, Bergamo, Como e Lecco servendo un'utenza di circa 3 750 000 persone. Dal 3 dicembre 2013 il NUE 112 è stato esteso anche alla città metropolitana di Milano: la centrale operativa NUE 112 Milano copre circa 3 120 000 persone. Il 19 maggio 2015 il servizio NUE 112 è entrato in funzione anche nelle restanti province lombarde di Brescia, Sondrio, Mantova, Cremona, Lodi e Pavia, con l'apertura di una nuova centrale operativa NUE 112 a Brescia.
Con l'avvento del Giubileo del 2015-2016 anche per la città metropolitana di Roma Capitale è stata disposta l'attivazione del Numero Unico, dotata di 34 postazioni che raddoppiano in casi di emergenza, su cui lavorano circa 80 dipendenti della regione Lazio. Le lingue a disposizione sono 16. Gli utenti coperti dal servizio si aggirano intorno ai 3,5 milioni a cui vanno aggiunte le presenze giornaliere fatte di turisti, pendolari, ecc. e, una volta attivata la seconda sede, si andrà a coprire l'intero territorio regionale per un totale di 6 milioni di cittadini.
Il 20 gennaio 2016 il consiglio dei ministri ha approvato il decreto attuativo per l'introduzione in Italia del numero unico per le emergenze "112".
A partire dal 16 aprile 2024, anche la Puglia si è dotata del numero unico, disponendo tre centrali uniche di risposta, incardinate nel Dipartimento regionale della Protezione civile, a Modugno (per la provincia di Bari), a Foggia (per l’omonima provincia e quella di Barletta-Andria-Trani), a Campi Salentina (per le province di Lecce, Brindisi Taranto) dove confluiscono le chiamate di emergenza provenienti dai vari distretti telefonici della Regione. Il modello operativo adottato è il medesimo delle altre regioni italiane. Dal 21 gennaio 2025 il 112 numero unico emergenza è attivo in provincia di Parma, sui distretti telefonici di Parma, Fidenza e Fornovo Taro

## Funzionamento
Lo standard GSM (di origini europee) ha anch'esso designato il 112. Tale numero è così riconosciuto da tutte le reti GSM e può essere contattato anche da telefoni sprovvisti di carta SIM (sono possibili eccezioni). Tutte le chiamate al 112 vengono indirizzate alla centrale unica di emergenza 112.
Si tratta di una comodità notevole per chi viaggia, dato che in questo modo non si devono conoscere i numeri di diversi Paesi. Nel caso in cui il Paese in cui ci si trova preveda un numero di emergenza diverso dall'112, la chiamata è automaticamente reindirizzata.
L'uso improprio del numero 112, nella maggior parte dei Paesi, è passibile di sanzione, così come l'abuso di un qualsiasi altro numero per le emergenze nel mondo.

### Speciali condizioni del 112 per le chiamate dal cellulare
I moderni telefoni cellulari, in caso di mancata ricezione del segnale dell'operatore telefonico di pertinenza, indicano che sono possibili solo chiamate di emergenza: se si compone l'112, quindi, la chiamata viene trasferita al primo operatore disponibile. La maggior parte delle chiamate di emergenza possono essere effettuate anche nel caso in cui altre chiamate non siano possibili, per esempio quando il credito disponibile sul cellulare è esaurito.
Per comporre e chiamare l'112, inoltre, non è necessario sbloccare il cellulare, inserire il codice PIN o avere una scheda SIM inserita. Allo scopo di evitare abusi, in alcuni Stati come Belgio, Bulgaria, Croazia, Francia, Germania, Regno Unito, Romania, Slovenia e Svizzera, per chiamare il numero di emergenza 112 è necessario almeno che nel telefono cellulare sia presente una scheda SIM operativa.
Non solo gli smartphone ma anche i tablet con alloggiamento per la SIM sono interessati da questo aspetto.

### L'eCall
A partire dal 31 marzo 2018 i modelli con nuova omologazione (tecnicamente i nuovi "tipi") di tutte le case automobilistiche devono installare, di serie, sulle autovetture destinate alla commercializzazione nell'UE, un dispositivo finalizzato ad inviare una chiamata d'emergenza all'112 in caso di incidente. È stato stimato che tale provvedimento potrà salvare, all'incirca, 1500 vite l'anno, dimezzando il tempo utilizzato dalle autorità competenti per intervenire.

## Critiche
Il 23 maggio 2023 il SAP della Polizia di Stato e il SIM dell'Arma dei Carabinieri hanno lanciato un comunicato affinché si prenda in considerazione la rimodulazione del NUE 112, che non sarebbe sicuro e funzionale.
Il 25 gennaio 2024 Mario Balzanelli, Presidente Nazionale Società Italiana Sistema 118, a proposito del NUE, ha proposto di lasciare attivo anche il numero 118, come permesso dalla legislazione europea e raccomandato dall'European Resuscitation Council nel 2016 e nel 2021.

## Il numero 112 in America e in Oceania
Negli Stati Uniti d'America e in Canada le chiamate d'emergenza indirizzate all'112 vengono trasferite automaticamente al 911; lo stesso avviene anche in alcuni Paesi dell'America Latina, come Costa Rica e Messico, e in alcune regioni dell'Oceano Pacifico, per esempio Vanuatu e Nuova Zelanda.